# Алфераки, Николай Дмитриевич
 Николай Дмитриевич Алфераки  (18 (30) апреля 1815—23 ноября (5 декабря) 1860) — помещик и негоциант, городской голова Таганрога, строитель дворца Алфераки.

## Биография
Родился 18 (30) апреля 1815 года в семье грека Димитрия Алефереоса (?—1830), секунд-майора греческого пехотного полка, который под именем Дмитрия Ильича Алфераки положил начало дворянскому роду Алфераки, испомещенному в Екатеринославской губернии. Мать — Мария Федоровна Депальдо (Тибальдо) (1773-1840), итальянка, сестра Г. Ф. Депальдо.. У Дмитрия Ильича Алфераки это был второй брак.
Старший брат Николая — Ахиллес Дмитриевич Алфераки (1810–1864), художник, работы которого неоднократно экспонировались на выставках Академии художеств. Сестра Александра была замужем; её сын — Григорий Ставрович Вальяно. Двоюродный брат Николая Дмитриевича (сын сестры отца Марии) — Дмитрий Егорович Бенардаки.
Николай Алфераки воспитывался в благородном пансионе при Московском университете, затем окончил отделение нравственных и политических наук Харьковского университета со степенью кандидата.
С 8 января 1836 года в чине коллежского секретаря начал службу в военно-походной канцелярии; 1 мая 1837 года назначен для ревизии порядка делопроизводства в департамент военного министерства; 14 января 1838 года прикомандирован к комитету для проверки и исправления свода военных законов. С 26 марта 1839 года — коллежский асессор; 8 мая 1840 года был назначен помощником управляющего делами комитета об устройстве Закавказского края с оставлением при военно-походной канцелярии.
Вместе с братьями он стал наследником большого состояния; к 1840 году Н. Д. Алфераки имел под Таганрогом 2 тысячи десятин земли и 125 душ крестьян; за ним числилось 8 каменных домов и 25 каменных магазинов на таганрогской бирже. По делам службы он много разъезжал, а семья находилась в Харькове. В 1845—1848 годах Н. Д. Алфераки служил в Харьковской губернской почтовой конторе и одновременно управлял делами Харьковского театра, фактически финансируя его.
В 1848 году переехал в Таганрог, где по проекту А. И. Штакеншнейдера построил здание дворцового типа. А. П. Боголюбов писал в 1863 году:

В Таганроге поместились в доме госпожи Алфераки, вполне роскошном и благоустроенном, напоминающем своею обстановкой Париж. Госпожа Алфераки жила здесь со своими детьми (Ахиллес, Сергей, Михаил, Николай). Его примечательностью считалась роскошная галерея картин, где были и Тройон, и Руссо, и Марилла, Гюден, Верне и пр. и пр. мастера 1830-х годов Франции. Везде ковры и мрамор. Золото не купеческое, но полное вкуса и стиля комнат. Рояли Этара и Пленеля. Тропические растения, журналы, книги настольные и библиотека. Всё это служило подспорьем внимательной хозяйке для комфорта её царственного гостя…
Н. Д. Алфераки жил с семьёй в Таганроге и Санкт-Петербурге. Статский советник (1856), действительный статский советник (1860). С 1860 года был чиновником особых поручений при главном попечителе Императорского Человеколюбивого общества и почётным членом Главного совета детских приютов, а также секретарём Академии художеств; дружил с братьями Александром и Карлом Брюлловыми, архитектором А. И. Штакеншнейдером, был знаком с М. С. Щепкиным, В. А. Кокоревым, И. Ф. Мамонтовым. В его петербургском доме, на Английской набережной, где была собрана одна из лучших в России коллекций итальянской живописи эпохи Возрождения, собирались художники, поэты, музыканты.
Н. Д. Алфераки был разносторонне одаренным человеком: любитель и знаток живописи, талантливый скрипач; писал повести и рассказы. Умер 23 ноября (5 декабря) 1860 года.
- бриллиантовый перстень (1836)
- орден Св. Анны 3-й ст. (17.4.1838)
- орден Св. Владимира 4-й ст. (22.1.1841)
- орден Св. Станислава 2-й ст. (1843)
- орден Св. Анны 2-й ст. (1858).

иностранные:
- греческий орден Спасителя (1858)
- персидский орден Льва и Солнца 2-й ст. со звездой (1860).

## Семья
Жена (с 1841) — Любовь Кузьминична Кузина (1824—02.11.1906), дочь одного из богатейших харьковских откупщиков; за ней Алфераки получил значительное приданое, в том числе большой дом на Сумской улице — главной улице Харькова. По словам сына, «брак её был счастливым во всех отношениях». Знакомая М. С. Щепкина. Вместе с мужем долгое время считалась в Таганроге местным крёзом, пользовалась большой известностью и славилась широкой благотворительность. С 1890 года жила в Санкт-Петербурге в доме на Миллионной. Похоронена там же на кладбище Новодевичьего монастыря. 
Дети:
- Дмитрий (1842—1866)
- Николай (1844—?)
- Ахиллес (1846—1919) — действительный статский советник, директор-распорядитель Российского телеграфного агентства (1899); автор романсов и оперы «Лесной царь»;
- Сергей (1850—1918) — орнитолог и энтомолог;
- Михаил (1852—1914) — цензор.